# Ben Funnell

a Compétitions nationales et continentales officielles uniquement.

Dernière mise à jour le 29 juillet 2025.
Ben Funnell, né le 6 juin 1990 à Palmerston North (Nouvelle-Zélande), est un joueur néo-zélandais de rugby à XV évoluant au poste de talonneur.
Ses cousins, George, Adam, Sam et Luke Whitelock sont des joueurs professionnels de rugby à XV.

## Biographie
Ben Funell naît le 6 juin 1990 à Palmerston North en Nouvelle-Zélande. Il grandit dans une ferme dans la région de Manawatū-Whanganui, non loin de ses cousins George, Adam, Sam et Luke Whitelock,. Il a également un oncle Graeme Higginson (en) qui est international néo-zélandais, ainsi qu'un autre cousin, Hamish Dalzell (en), qui est un joueur professionnel de rugby à XV. 
Durant sa jeunesse, il fréquente la Palmerston North Boys High School et joue avec l'équipe de rugby à XV de l'établissement. En catégorie des moins de 18 ans, il joue pour Manawatu. En 2008, il est membre de l'équipe de Nouvelle-Zélande scolaire en compagnie de son cousin Luke,. En club, il rejoint le High School Old Boys RFC (en) et fait partie de l'Academy (centre de formation) de la province de Canterbury.
Ben Funnell fait ses débuts dans le National Provincial Championship (NPC) avec Canterbury lors de la saison 2011. Dès sa première saison, il est sacré champion après la victoire en finale 12 à 3 des siens contre Waikato.
En 2012, il est capitaine de l'équipe espoir des Crusaders les Crusaders Knights. La même année, il fait également ses débuts dans le Super Rugby avec les Crusaders,. Dans cette équipe, ainsi qu'à Canterbury, il joue avec ses quatre cousins Whitelock,.
De 2012 à 2017, excepté 2014, il remporte le NPC chaque année,,,,.
Durant la saison 2017, il prolonge son contrat jusqu'en 2019 avec les Crusaders. À l'issue de celle-ci, il remporte son premier Super Rugby après la victoire 25 à 17 de son équipe en finale contre les Lions En 2018 et 2019, les Crusaders réitèrent cette performance,.
Après son troisième sacre dans le Super Rugby, il signe au Japon chez les Ricoh Black Rams à partir de la saison 2020 de la Top League. Après deux saisons, il quitte le club.
À partir de la saison 2022 de NPC, il retourne dans l'effectif de Canterbury.
Pour la saison 2024 de Super Rugby, il fait son retour dans la compétition avec la franchise australienne de la Western Force. Pendant la saison, il dispute six rencontres comme remplaçant puis fait son départ à la fin de l'exercice.

## Palmarès
- Vainqueur du National Provincial Championship en 2011, 2012, 2013, 2015, 2016 et 2017 avec Canterbury.
- Finaliste du Super Rugby en 2014 avec les Crusaders.
- Vainqueur du Super Rugby en 2017, 2018 et 2019 avec les Crusaders.
- Finaliste du National Provincial Championship en 2022 avec Canterbury.